# (14223) Dolby
(14223) Dolby (1999 XW1) – planetoida z grupy przecinających orbitę Marsa okrążająca Słońce w ciągu 3,66 lat w średniej odległości 2,37 j.a. Odkryta 3 grudnia 1999 roku.